# شاين ويب
شاين ويب (بالإنجليزية: Shane Webb)‏ (14 سبتمبر 1980 في ملبورن في أستراليا - ) هو لاعب كرة قدم أسترالي في مركز الدفاع. لعب مع ماركوني ستاليونز ونادي سيدني يونايتد 58 ونيوكاسل يونايتد جتس وMounties Wanderers FC ‏ ومانلي وارينغاه سي إيغلز ‏ وBankstown City FC ‏ وBonnyrigg White Eagles FC ‏ وSutherland Sharks FC ‏.

## وصلات خارجية
- شاين ويب على موقع قاعدة بيانات كرة القدم.إي يو (الإنجليزية)